# Carlos Chávez (muzyk)
Carlos Antonio de Padua Chávez y Ramírez (ur. 13 czerwca 1899 w Calzada de Tacuba koło Meksyku, zm. 2 sierpnia 1978 w Meksyku) – meksykański kompozytor, dyrygent, pisarz, pedagog i organizator życia muzycznego.

## Życiorys
Pochodził z rodziny kreolskiej, jego babka była Indianką. Uczył się teorii i gry na fortepianie u Manuela Ponce’a (1910–1914) i Pedro Luisa Ozagóna (1915–1920), w zakresie kompozycji pozostał jednak w znacznej mierze samoukiem. W latach 1922–1923 odbył podróż do Europy, odwiedzając Berlin, Wiedeń i Paryż. Od 1924 roku pisał jako krytyk i eseista do meksykańskiej prasy, m.in. do El Universal. Często odwiedzał Stany Zjednoczone, od 1926 do 1928 roku mieszkał w Nowym Jorku. Przyjaźnił się z Aaronem Coplandem, Henrym Cowellem i Edgarem Varèse’em. 
Od 1928 do 1934 roku był dyrektorem Conservatorio Nacional de Música w Meksyku. Współzałożyciel Orquesta Sinfónica Mexicana, którą dyrygował w latach 1928–1948. W 1930 roku zainicjował Conciertos para trabajadores, cykl stałych koncertów dla robotników. Od 1947 do 1952 roku pełnił funkcję pierwszego dyrektora nowo utworzonego Instituto Nacional de Bellas Artes. Po 1948 roku wycofał się w zasadzie z życia publicznego, poświęcając się wyłącznie komponowaniu, sporadycznie występując także jako dyrygent. W latach 1957–1958 wykładał gościnnie na Uniwersytecie Harvarda. Otrzymał wiele prestiżowych wyróżnień i nagród, był także członkiem licznych instytutów i akademii.

## Twórczość
Wczesna twórczość muzyczna Cháveza pozostawała pod silnym wpływem Schumanna, później zauważalny jest wpływ de Falli, Ravela i Debussy’ego. Z czasem wyodrębniły się w niej dwa nurty – klasycyzujący, nawiązujący do tradycyjnego porządku formalnego oraz eksperymentatorski, w którym pod wpływem serializmu i poznanej w 1932 roku muzyki elektronicznej nastąpiło odrzucenie klasycznych zasad konstrukcji. Wielkie piętno na muzyce Cháveza odcisnęły elementy azteckie i tradycyjna meksykańska muzyka ludowa. Sięgał po tradycyjne instrumentarium indiańskie, inspiracja rodzimym folklorem widoczna jest natomiast w częstym stosowaniu instrumentów dętych i perkusji.
Ważniejsze kompozycje:
- sonata fortepianowa nr 2 (1919)
- balet El fuego novo (1921)
- Sonatina na fortepian (1924)
- Tres exágonos na głos i fortepian lub orkiestrę kameralną (1924)
- balet Los cuatro soles (1925)
- Energía na dziewięć instrumentów (1925)
- balet Caballos de vapor (1926)
- sonata fortepianowa nr 3 (1928)
- sonata na 4 rogi (1929)
- Cantos de México (1933)
- Sinfonía de Antigona (1934)
- Llamadas (sinfonía proletaria) na orkiestrę i chór mieszany (1935)
- Sinfonía India (1935)
- Xochipilli Macuilchoxitl (1940)
- Toccata na instrumenty perkusyjne (1942)
- balet Hija de Colquide (1944)
- Canto a la tierra na chór i orkiestrę kameralną (1946)
- koncert skrzypcowy (1950)
- V symfonia (1953)
- opera Panfilo and Laurentia (1956)
- kantata Prometheus Bound na głosy solowe, chór i orkiestrę (1956)
- Resonancias (1964)
- balet Pirámide (1968)
- Clio (1969)
- koncert puzonowy (1976)

Był również autorem prac krytyczno-teoretycznych, m.in. Toward a New Music: Music and Electricity (wyd. Nowy Jork, 1937) oraz Musical Thought (zapis wykładów wygłoszonych na Uniwersytecie Harwarda, 1961).